# عويفية (بهلا)
عويفية منطقة سكنية تقع في ولاية بهلا، التابعة لمحافظة الداخلية في سلطنة عمان. يقدر عدد سكانها بـ 199 نسمة حسب إحصاء عام 2010 التابع للمركز الوطني للإحصاء والمعلومات الحكومي. رمز المنطقة هو 50230820.

## الوصلات الخارجية
- المركز الوطني للإحصاء والمعلومات، سلطنة عمان